# 根白石バイパス

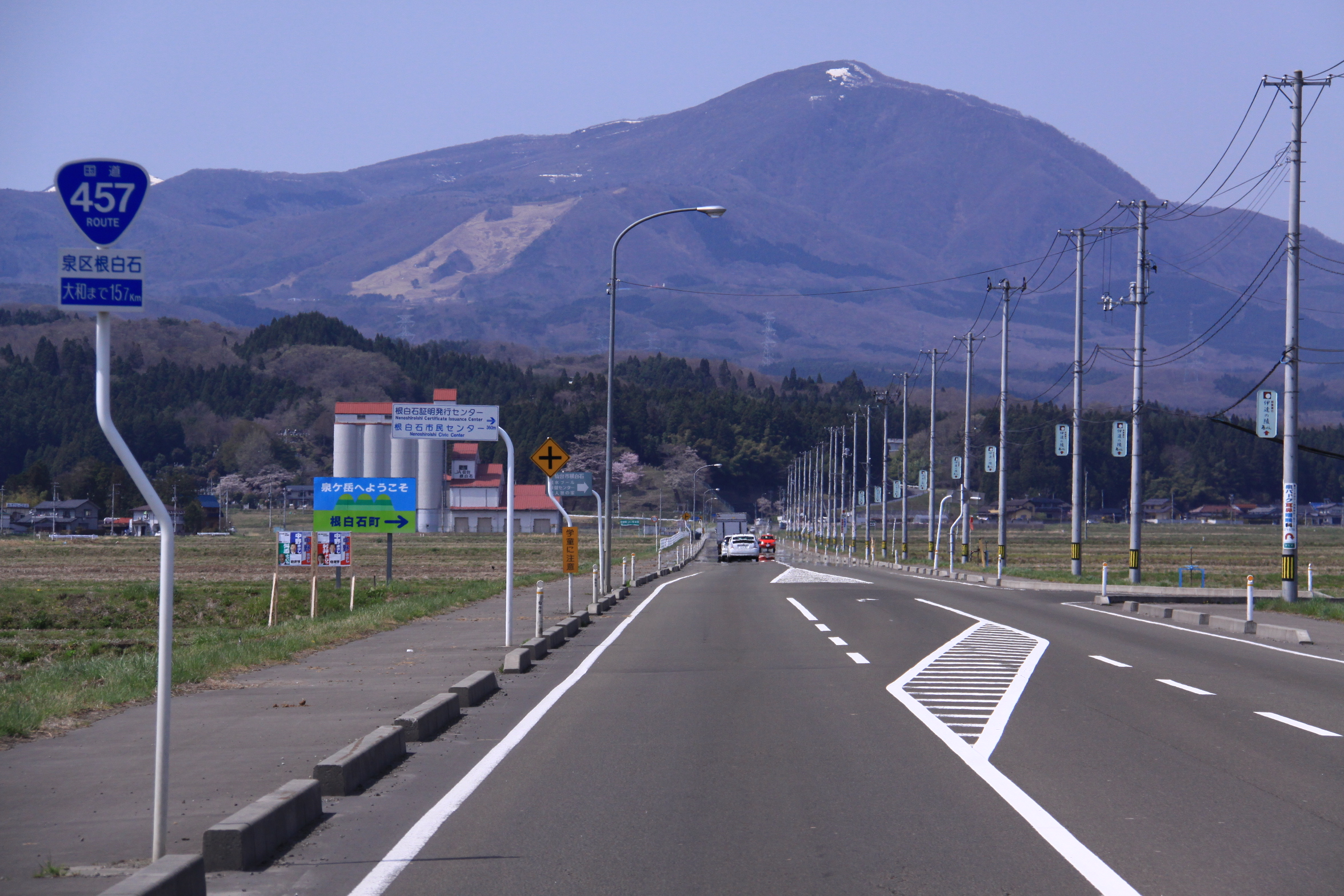
国道457号根白石バイパス。
正面に見えるのは泉ヶ岳。

根白石バイパス（ねのしろいしバイパス）は、宮城県仙台市泉区内の国道457号のバイパス道路である。

## 概要
根白石バイパスはもともとは泉ヶ岳への近道としていた市道であったが、国道457号が通っていた根白石の街中は大型車のすれ違いが出来ないほど狭いため、もともとあった市道をバイパスにした形で整備して根白石バイパスとして国道に認定された。

### 路線データ
事業概要に基づく路線データは以下の通り。
- 起点：宮城県仙台市泉区朴沢
- 終点：宮城県仙台市泉区小角
- 全長：5.2 km
- 車線数：2車線

## 歴史
- ????年 - 泉区朴沢から泉区福岡（2.0 km）の区間が開通。
- 2002年（平成14年） - 泉区福岡から泉区小角（3.0 km）の区間が開通。
- 2003年（平成15年） - 泉区小角内（0.2 km）の区間が開通したことにより全線開通[2]。

## 地理

### 交差する道路
- 宮城県道223号泉ヶ岳公園線（宮城県道263号泉ヶ丘熊ヶ根線重複）（仙台市泉区福岡）